# 秋田市立下浜小学校
秋田市立下浜小学校（あきたしりつ しもはましょうがっこう）は、秋田県秋田市下浜にある公立小学校。
学校区は秋田市南部、おおむね国道7号、秋田県道240号川添下浜停車場線沿いとなっている。  

## 概要
1874年創設の伝統校。下浜（下浜八田及び下浜楢田を除く）を学区としている。ほとんどの生徒が、秋田市立秋田西中学校に進学する。秋田市立浜田小学校及び秋田市立豊岩小学校と統合予定である。
- 敷地面積：13,432m2
- 校舎面積：1,963m2
- 屋内運動場面積：758m2
- 屋外運動場面積：5,182m2

## 教育目標
- 夢をもち、心豊かで、たくましい子どもの育成
  - かしこく 自ら意欲をもって学び、共に考える子ども
  - なかよく 自他を大切にし、豊かな感性をもつ子ども
  - たくましく 夢に向かって、ねばり強くがんばる子ども

## 沿革
以下、注釈の無い項目は学校の公式サイトの情報によるもの。
- 1874年5月3日 - 羽川小学校として創立
- 1932年（昭和7年）10月 - 羽川・長浜・八田小学校統合、下浜尋常高等小学校と改称、現在地に新築。
- 1947年（昭和22年）4月 -  六・三制となり、下浜村立下浜小学校と改称。
- 1954年（昭和29年）10月 - 秋田市に合併し秋田市立下浜小学校と改称。
- 1955年（昭和30年）4月 -  秋田市立八田小学校が独立。
- 1973年（昭和48年）10月 - 創立100周年記念式典挙行、PTA文部大臣賞受賞。
- 1978年（昭和53年）12月 - 新校舎竣工。
- 1979年（昭和54年）7月 - 新校舎落成式挙行。
- 1994年（平成6年）10月 - 創立120周年記念式典・祝賀会挙行。
- 2001年（平成13年）11月 - 21世紀の夢の歌「かがやけ下浜っ子」完成・CD制作。
- 2003年（平成15年）5月 - 田植え体験開始。
- 2004年（平成16年）10月 - 創立130周年記念式典・祝賀会挙行。
- 2014年（平成26年）10月25日 - 創立140周年記念式典挙行[3]。
- 2024年（令和6年）10月26日 - 創立150周年記念式典挙行。

## 校章
- 校章のページを参照。
- 松の葉を図案化したもの。松の如く美しく、しかも、強さと気品を持った人間を理想とする。

## 校歌
- 校歌のページを参照。
- 竹内瑛二郎 作詞、石井五郎 作曲

## スポーツ少年団
- 野球[4]

## 主な進学先
- 秋田市立秋田西中学校

## 最寄駅
- 下浜駅

## アクセス
- 秋田中央トランスポート 秋田市マイタウン・バス 西部線下浜コース 下浜小学校前下車

## 著名出身者
- 森幹太 (俳優)

## 学区内周辺

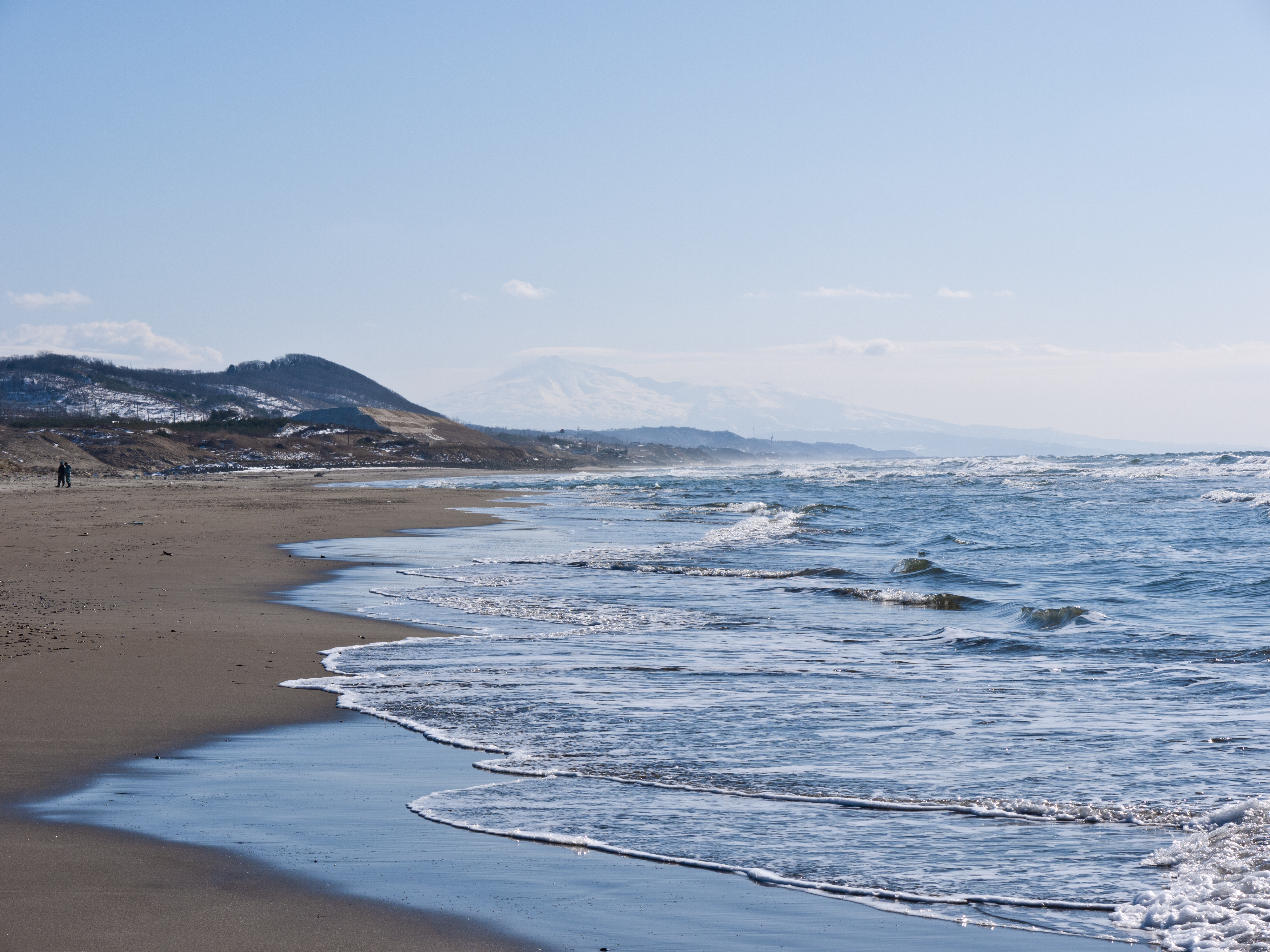
下浜海水浴場
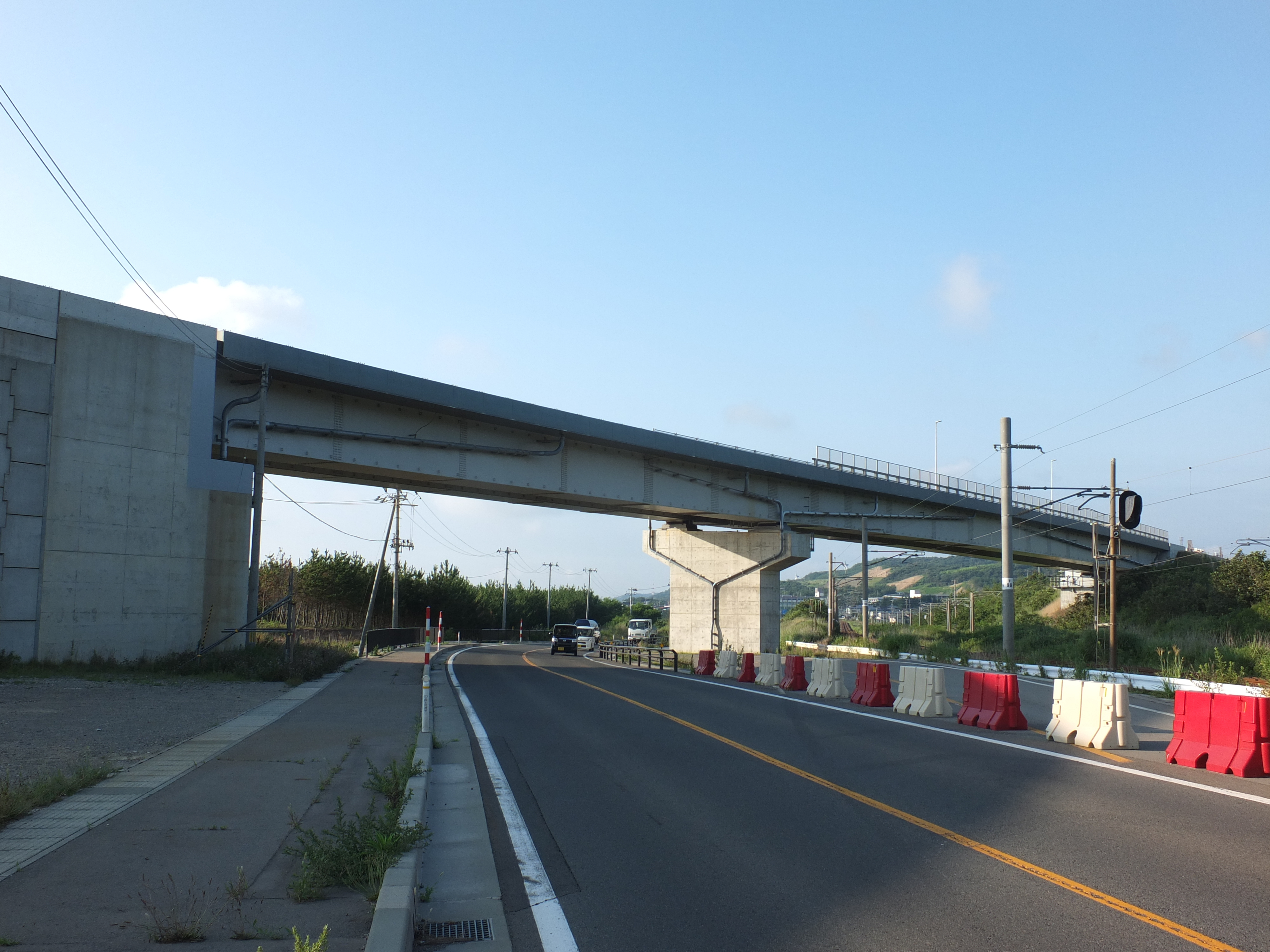
下浜道路
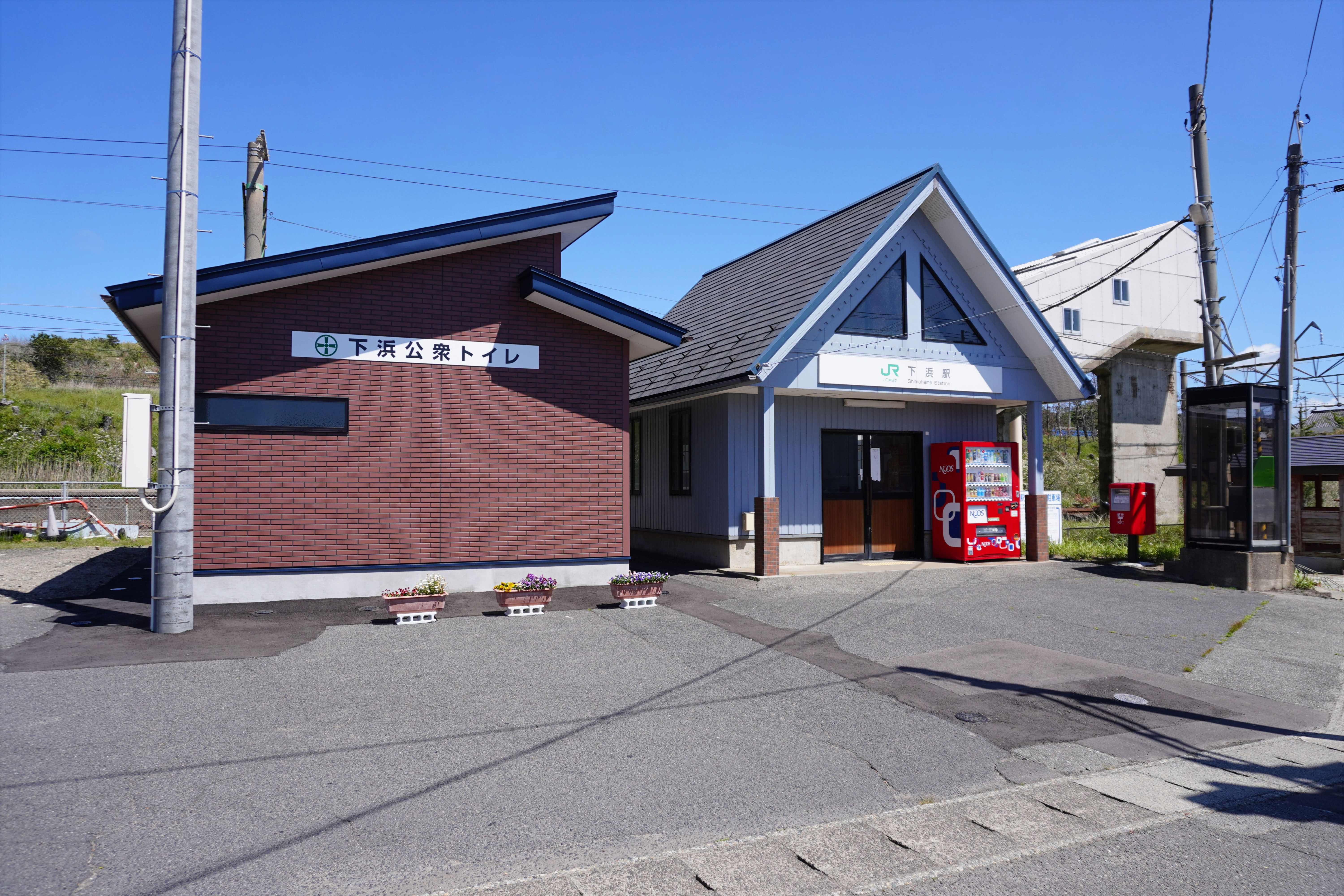
下浜駅